# Границя функції в точці
| {\displaystyle x} | {\displaystyle {\frac {\sin x}{x}}} |
| ----------------- | ----------------------------------- |
| 1                 | 0.841471...                         |
| 0.1               | 0.998334...                         |
| 0.01              | 0.999983...                         |

Хоча функція {\displaystyle {\frac {\sin x}{x}}} в нулі не визначена, проте коли {\displaystyle x} наближається до нуля, її значення стає як завгодно близьким до 1. Іншими словами, границя цієї функції в нулі дорівнює 1.
Границя функції в точці, граничній для області визначення функції, називається таке число, до якого значення даної функції прямує при спрямуванні її аргументу до цієї точки. Одне з основоположних понять математичного аналізу.

## Історія
Незважаючи на те, що математичний аналіз розвивався у 17-му та 18-му століттях, сучасна ідея границі функції походить від Бернарда Больцано, який у 1817 році ввів основи техніки епсилон-дельта для визначення неперервних функцій. Проте його роботи за життя не були відомими.
У своїй книзі Cours d'analyse 1821 року Оґюстен-Луї Коші обмірковував змінні величини, нескінченно малі та границі, визначив неперервність {\displaystyle y=f(x)}, сказавши, що нескінченно мала зміна x обов’язково призводить до нескінченно малої зміни у, при цьому використовував строге визначення епсилон-дельта в доведеннях. У 1861 році Вейєрштрас вперше ввів визначення границі в позначеннях епсилон-дельта у тому вигляді, який зазвичай записують сьогодні. Він також ввів позначення {\displaystyle \lim } та {\displaystyle {\text{lim}}_{x\to x_{0}}}.
Сучасне позначення з розміщенням стрілки знизу {\displaystyle \lim \limits _{x\to x_{0}}} ввів Ґодфрі Гарольд Гарді у своїй книзі «Курс чистої математики» в 1908 році.

## Означення
Існує кілька рівносильних визначень границі функції в точці — серед них є сформульовані Коші та Гейне.
Нехай {\displaystyle A\subset \mathbb {R} }, причому {\displaystyle A\neq \emptyset }, і {\displaystyle x_{0}} — гранична точка множини {\displaystyle A}. У подальшому будемо розглядати функції {\displaystyle f:\,A\to \mathbb {R} }. Через {\displaystyle B(x_{0},\delta )} позначимо {\displaystyle \delta }-окіл точки {\displaystyle x_{0}}:

### Означення за Коші
Число {\displaystyle a} називається границею функції {\displaystyle f} в точці {\displaystyle x_{0}}, якщо для довільного дійсного числа {\displaystyle \varepsilon >0} існує дійсне {\displaystyle \delta >0} таке, що для будь-якого дійсного {\displaystyle x} з {\displaystyle A\cap B(x_{0},\delta )\setminus \{x_{0}\}} виконується нерівність {\displaystyle |f(x)-a|<\varepsilon }.
Позначення:
{\displaystyle a=\lim _{x\to x_{0}}{f(x)}}
або
{\displaystyle f(x)\to a} при {\displaystyle x\to x_{0}}.
Під {\displaystyle \varepsilon } і {\displaystyle \delta } можна розуміти як «похибку» та «відстань» відповідно. Фактично, Коші використовував {\displaystyle \varepsilon } як позначення для «похибки» у деяких своїх роботах, а у своєму визначенні неперервності він використовував нескінченно малу {\displaystyle \alpha }, а не {\displaystyle \varepsilon } чи {\displaystyle \delta }. У цих позначеннях похибка {\displaystyle \varepsilon } обчислення значення границі зменшується при зменшенні відстані {\displaystyle \delta } до граничної точки.

### Означення за Гейне
Число {\displaystyle p} називається границею функції {\displaystyle f} в точці {\displaystyle x_{0}}, якщо для довільної послідовності {\displaystyle \left\{x_{n}\right\}_{n=1}^{\infty }\subset A}, {\displaystyle x_{n}\neq x_{0}} при {\displaystyle n\in \mathbb {N} }, що збігається до числа {\displaystyle x_{0}}, відповідна послідовність значень функції {\displaystyle \left\{f\left(x_{n}\right)\right\}_{n=1}^{\infty }} збіжна і має границею одне і теж саме число {\displaystyle p}.

## Односторонні границі

Односторонні границі не рівні. Отже, границі при x → x_{0} не існує.

Одностороння границя — це границя функції однієї змінної в деякій точці, коли аргумент прямує до значення аргументу у цій точці окремо зі сторони більших аргументів (правостороння границя), або зі сторони менших аргументів (лівостороння границя).
Означення правосторонньої границі
Нехай {\displaystyle A\subset \mathbb {R} } і {\displaystyle x_{0}} — гранична точка множини {\displaystyle A} такі, що {\displaystyle \exists \gamma >0:\,(x_{0},x_{0}+\gamma )\subset A}. Число {\displaystyle p} називається правосторонньою границею функції {\displaystyle f} в точці {\displaystyle x_{0}}, якщо для довільного дійсного числа {\displaystyle \varepsilon >0} існує дійсне {\displaystyle \delta >0} таке, що для будь-якого дійсного {\displaystyle x} з {\displaystyle (x_{0},x_{0}+\delta )} виконується нерівність {\displaystyle |f(x)-p|<\varepsilon }.
Правосторонню границю прийнято позначати наступним чином:
{\displaystyle \lim \limits _{x\to x_{0}+}f(x),\ \ \lim \limits _{x\to x_{0}+0}f(x),\ \ \lim _{x\downarrow x_{0}}f(x),\ \ \lim _{x\searrow x_{0}}f(x);}
Означення лівосторонньої границі
Нехай {\displaystyle A\subset \mathbb {R} } і {\displaystyle x_{0}} — гранична точка множини {\displaystyle A} такі, що {\displaystyle \exists \gamma >0:\,(x_{0}-\gamma ,x_{0})\subset A}. Число {\displaystyle p} називається лівосторонньою границею функції {\displaystyle f} в точці {\displaystyle x_{0}}, якщо для довільного дійсного числа {\displaystyle \varepsilon >0} існує дійсне {\displaystyle \delta >0} таке, що для будь-якого дійсного {\displaystyle x} з {\displaystyle (x_{0}-\delta ,x_{0})} виконується нерівність {\displaystyle |f(x)-p|<\varepsilon }.
Для лівосторонньої границі прийняті такі позначення:
{\displaystyle \lim \limits _{x\to x_{0}-}f(x),\ \ \lim \limits _{x\to x_{0}-0}f(x),\ \ \lim _{x\uparrow x_{0}}f(x),\ \ \lim _{x\nearrow x_{0}}f(x).}
Використовуються також наступні скорочення:
- {\displaystyle f\left(x_{0}+\right)} і {\displaystyle f\left(x_{0}+0\right)} для правої границі;
- {\displaystyle f\left(x_{0}-\right)} і {\displaystyle f\left(x_{0}-0\right)} для лівої границі.

Якщо обидві односторонні границі існують в точці {\displaystyle x_{0}} та рівні в ній, то можна показати, що {\displaystyle \lim \limits _{x\to x_{0}-}f(x)=\lim \limits _{x\to x_{0}+}f(x)=\lim \limits _{x\to x_{0}}f(x)}. Якщо односторонні границі існують в точці {\displaystyle x_{0}}, але не рівні, то границі в точці {\displaystyle x_{0}} не існує. Якщо будь-яка одностороння границя не існує, то і границі також не існує.

### Приклади

#### Відсутність односторонніх границь

Функція без границі в точці суттєвого розриву

Функція
{\displaystyle f(x)={\begin{cases}\sin {\frac {5}{x-1}},&x<1\\0,&x=1\\{\frac {0.1}{x-1}},&x>1\end{cases}}}
не має границі в точці {\displaystyle x_{0}=1} (лівостороння границя не існує через коливальний характер функції синуса, а правостороння границя не існує через асимптотичну поведінку оберненої функції), але має границю в кожній іншій точці.
Функція Діріхле
{\displaystyle D(x)={\begin{cases}1,&x\in \mathbb {Q} \\0,&x\in \mathbb {R} \setminus \mathbb {Q} \end{cases}}}
не має границі в жодній точці дійсної прямої.

#### Нерівність односторонніх границь
Функція
{\displaystyle f(x)={\begin{cases}1,&x<0\\2,&x\geqslant 0\end{cases}}}
має границю для кожної ненульової точки x (дорівнює 1 для від’ємного x і дорівнює 2 для додатного x). Однак, границі при x = 0 не існує (лівостороння границя дорівнює 1, а правостороння — 2).

#### Існування границі лише в одній точці
Обидві функції
{\displaystyle f(x)={\begin{cases}x,&x\in \mathbb {Q} \\0,&x\in \mathbb {R} \setminus \mathbb {Q} \end{cases}}}
та
{\displaystyle f(x)={\begin{cases}|x|,&x\in \mathbb {Q} \\0,&x\in \mathbb {R} \setminus \mathbb {Q} \end{cases}}}
мають границю в точці x = 0 і вона дорівнює 0. В інших точка границі не існує.

#### Існування границі в зліченній кількості точок
Функція
{\displaystyle f(x)={\begin{cases}\sin x,&x\in \mathbb {R} \setminus \mathbb {Q} \\1,&x\in \mathbb {Q} \end{cases}}}
має границю в будь-якій точці {\displaystyle x={\frac {\pi }{2}}+2\pi n}, де {\displaystyle n\in \mathbb {Z} }.

## Границі, пов’язані з нескінченністю

### Границя в нескінченності

Границя цієї функції при існує.

Границя функції в нескінченності визначає поведінку значень функції, коли модуль її аргумента стає нескінченно великим. Існують різні означення таких границь, але вони рівгосильні між собою.

#### Границя в нескінченності за Коші
- Нехай {\displaystyle A\subset \mathbb {R} }, {\displaystyle A} — необмежена зверху множина, {\displaystyle f:\,A\to \mathbb {R} }. Число {\displaystyle a} називається границею функції {\displaystyle f} при {\displaystyle x\to +\infty }, якщо для довільного дійсного числа {\displaystyle \varepsilon >0} існує дійсне {\displaystyle \delta } таке, що для будь-якого дійсного {\displaystyle x} з {\displaystyle A\cap (\delta ,+\infty )} виконується нерівність {\displaystyle |f(x)-a|<\varepsilon }.

Позначення: {\displaystyle a=\lim _{x\to +\infty }f(x)} або {\displaystyle f(x)\to a} при {\displaystyle x\to +\infty }.
- Нехай {\displaystyle A\subset \mathbb {R} }, {\displaystyle A} — необмежена знизу множина, {\displaystyle f:\,A\to \mathbb {R} }. Число {\displaystyle a} називається границею функції {\displaystyle f} при {\displaystyle x\to -\infty }, якщо для довільного дійсного числа {\displaystyle \varepsilon >0} існує дійсне {\displaystyle \delta } таке, що для будь-якого дійсного {\displaystyle x} з {\displaystyle A\cap (-\infty ,\delta )} виконується нерівність {\displaystyle |f(x)-a|<\varepsilon }.

Позначення: {\displaystyle a=\lim _{x\to -\infty }f(x)} або {\displaystyle f(x)\to a} при {\displaystyle x\to -\infty }.

#### Границя в нескінченності за Гейне
- Нехай {\displaystyle A\subset \mathbb {R} }, {\displaystyle A} — необмежена зверху множина, {\displaystyle f:\,A\to \mathbb {R} }. Число {\displaystyle p} називається границею функції {\displaystyle f} при {\displaystyle x\to +\infty }, якщо для довільної послідовності {\displaystyle \left\{x_{n}\right\}_{n=1}^{\infty }\subset A}, яка прямує до {\displaystyle +\infty } при {\displaystyle n\to +\infty }, відповідна послідовність значень функції {\displaystyle \left\{f\left(x_{n}\right)\right\}_{n=1}^{\infty }} збіжна і має границею одне і теж саме число {\displaystyle p}.

- Нехай {\displaystyle A\subset \mathbb {R} }, {\displaystyle A} — необмежена знизу множина, {\displaystyle f:\,A\to \mathbb {R} }. Число {\displaystyle p} називається границею функції {\displaystyle f} при {\displaystyle x\to -\infty }, якщо для довільної послідовності {\displaystyle \left\{x_{n}\right\}_{n=1}^{\infty }\subset A}, яка прямує до {\displaystyle -\infty } при {\displaystyle n\to +\infty }, відповідна послідовність значень функції {\displaystyle \left\{f\left(x_{n}\right)\right\}_{n=1}^{\infty }} збіжна і має границею одне і теж саме число {\displaystyle p}.

### Нескінченні границі
Для функції, значення якої зростають або спадають безмежно, тобто функція розходиться, звичайна границя не існує. У цьому випадку можна ввести границі з нескінченними значеннями. 
Нехай {\displaystyle A\subset \mathbb {R} }, {\displaystyle x_{0}} — гранична точка множини {\displaystyle A} і {\displaystyle f:\,A\to \mathbb {R} }. 
Кажуть, що {\displaystyle f} прямує до плюс нескінченності в точці {\displaystyle x_{0}}, якщо для довільного дійсного числа {\displaystyle C} існує дійсне {\displaystyle \delta >0} таке, що для будь-якого дійсного {\displaystyle x} з {\displaystyle A\cap B(x_{0},\delta )\setminus \{x_{0}\}} виконується нерівність {\displaystyle f(x)>C}.
Позначення: {\displaystyle \lim _{x\to x_{0}}f(x)=+\infty } або {\displaystyle f(x)\to +\infty } при {\displaystyle x\to x_{0}}.
Кажуть, що {\displaystyle f} прямує до мінус нескінченності в точці {\displaystyle x_{0}}, якщо для довільного дійсного числа {\displaystyle C} існує дійсне {\displaystyle \delta >0} таке, що для будь-якого дійсного {\displaystyle x} з {\displaystyle A\cap B(x_{0},\delta )\setminus \{x_{0}\}} виконується нерівність {\displaystyle f(x)<C}.
Позначення: {\displaystyle \lim _{x\to x_{0}}f(x)=-\infty } або {\displaystyle f(x)\to -\infty } при {\displaystyle x\to x_{0}}.
Можна поєднувати ідеї декількох означень границь в точці за Коші природним чином, щоб отримати визначення для різних комбінацій, наприклад
{\displaystyle \lim _{x\to -\infty }f(x)=+\infty ,\lim _{x\to a+}f(x)=-\infty .}
Так само можна поєднувати означення за Гейне.
Приклад:
{\displaystyle \lim _{x\to 0+}\ln x=-\infty .}

## Властивості
Нехай {\displaystyle A\subset \mathbb {R} }, {\displaystyle a} — гранична точка {\displaystyle A}, задані функції {\displaystyle f,g:\,A\to \mathbb {R} } та існують границі {\displaystyle \lim _{x\to x_{0}}f(x)}, {\displaystyle \lim _{x\to x_{0}}g(x)}. Тоді при таких умовах границя функції в точці має наступні властивості:
- Якщо {\displaystyle \lim _{x\to x_{0}}f(x)=a_{1}} і {\displaystyle \lim _{x\to x_{0}}f(x)=a_{2}}, то {\displaystyle a_{1}=a_{2}}.

- Якщо {\displaystyle \lim _{x\to x_{0}}f(x)=a} і {\displaystyle b\in \mathbb {R} :\,a<b}, то

- Якщо {\displaystyle \forall x\in A\,f(x)\leqslant g(x)}, то {\displaystyle \lim _{x\to x_{0}}f(x)\leqslant \lim _{x\to x_{0}}g(x)}.

- Теорема про арифметичні дії

1. {\displaystyle \forall C\in \mathbb {R} \,\,\lim _{x\to x_{0}}(Cf(x))=C\lim _{x\to x_{0}}f(x)};
2. {\displaystyle \lim _{x\to x_{0}}(f(x)+g(x))=\lim _{x\to x_{0}}f(x)+\lim _{x\to x_{0}}g(x)};
3. {\displaystyle \lim _{x\to x_{0}}(f(x)g(x))=\lim _{x\to x_{0}}f(x)\cdot \lim _{x\to x_{0}}g(x)};
4. Якщо додатково {\displaystyle \lim _{x\to x_{0}}g(x)\neq 0}, то {\displaystyle \lim _{x\to x_{0}}{\frac {f(x)}{g(x)}}={\frac {\lim \limits _{x\to x_{0}}f(x)}{\lim \limits _{x\to x_{0}}g(x)}}}
5. {\displaystyle \lim _{x\to x_{0}}\left(f(x)^{g(x)}\right)=\left(\lim _{x\to x_{0}}f(x)\right)^{\lim \limits _{x\to x_{0}}g(x)}} якщо права частина можлива.

Теорема про арифметичні дії також дійсна для односторонніх границь, у тому числі коли границя дорівнює {\displaystyle +\infty } або {\displaystyle -\infty }. У кожній рівності вище, коли одна з границь праворуч дорівнює {\displaystyle +\infty } або {\displaystyle -\infty }, границя ліворуч іноді все ще може визначатися наступними правилами:
- q + ∞ = ∞ якщо q ≠ −∞
- q × ∞ = ∞ якщо q > 0
- q × ∞ = −∞ якщо q < 0
- q / ∞ = 0 якщо q ≠ ∞ і q ≠ −∞
- ∞q = 0 якщо q < 0
- ∞q = ∞ якщо q > 0
- q∞ = 0 якщо  0 < q < 1
- q∞ = ∞ якщо  q > 1
- q−∞ = ∞ якщо  0 < q < 1
- q−∞ = 0 якщо  q > 1

### Границя композиції функцій
У загальному від того, що
{\displaystyle \lim _{y\to b}f(y)=c} та {\displaystyle \lim _{x\to a}g(x)=b},
не випливає, що {\displaystyle \lim _{x\to a}f(g(x))=c}, де {\displaystyle f:\,A\to \mathbb {R} } і {\displaystyle g:\,B\to \mathbb {R} }, b — гранична точка множини A, a — гранична точка множини B. Це «правило ланцюга» діє, якщо виконується одна з наступних додаткових умов:
- {\displaystyle f(b)=c}, тобто f неперервна в b;
- {\displaystyle \exists \delta >0:\,\forall x\in B\cap B(a,\delta )\,|g(x)-b|>0}, тобто g не приймає значення b поблизу a.

Для прикладу розглянемо таку функцію, яка порушує обидві умови:
{\displaystyle f(x)=g(x)={\begin{cases}0,&x\neq 0\\1,&x=0\end{cases}}.}
Оскільки точка 0 є розривом, який можна усунути, то
{\displaystyle \lim _{x\to a}f(x)=0} для всіх {\displaystyle a\in \mathbb {R} }.
Таким чином, наївне «правило ланцюга» передбачає, що границя {\displaystyle f(f(x))} дорівнює 0. Однак
{\displaystyle f(f(x))={\begin{cases}1,&x\neq 0\\0,&x=0\end{cases}}}
і тому
{\displaystyle \lim _{x\to a}f(f(x))=1} для всіх {\displaystyle a\in \mathbb {R} }.

### Правило Лопіталя
Це правило використовує похідні, щоб розкрити невизначеності вигляду 0/0 або ±∞/∞, і застосовується лише до таких випадків. Нехай f(x) і g(x), визначені на відкритому інтервалі I, що містить граничну точку c, які задовольняють наступні умови:
1. {\displaystyle \lim _{x\to c}f(x)=\lim _{x\to c}g(x)=0,} або {\displaystyle \lim _{x\to c}f(x)=\pm \lim _{x\to c}g(x)=\pm \infty },
2. {\displaystyle f} і {\displaystyle g} диференційовні на {\displaystyle I\setminus \{c\}},
3. {\displaystyle g^{\prime }(x)\neq 0} для всіх {\displaystyle x\in I\setminus \{c\}},
4. {\displaystyle \lim _{x\to c}{\frac {f^{\prime }(x)}{g^{\prime }(x)}}}  існує.

Тоді
{\displaystyle \lim _{x\to c}{\frac {f(x)}{g(x)}}=\lim _{x\to c}{\frac {f^{\prime }(x)}{g^{\prime }(x)}}}.
Наприклад,
{\displaystyle \lim _{x\to 0}{\frac {\sin(2x)}{\sin(3x)}}=\lim _{x\to 0}{\frac {2\cos(2x)}{3\cos(3x)}}={\frac {2\cdot 1}{3\cdot 1}}={\frac {2}{3}}.}

## Основні приклади границь функцій в точці

### Раціональні функції
Для цілого невід’ємного числа {\displaystyle n} та констант {\displaystyle a_{1},a_{2},a_{3},\ldots ,a_{n}} і {\displaystyle b_{1},b_{2},b_{3},\ldots ,b_{n}}
{\displaystyle \lim _{x\to +\infty }{\frac {a_{1}{x}^{n}+a_{2}{x}^{n-1}+a_{3}{x}^{n-2}+...+a_{n}}{b_{1}{x}^{n}+b_{2}{x}^{n-1}+b_{3}{x}^{n-2}+...+b_{n}}}={\frac {a_{1}}{b_{1}}}}.
Це можна довести, поділивши як чисельник, так і знаменник на {\displaystyle x^{n}}. Якщо чисельник є поліномом більшого степеня ніж знаменник, то у цьому випадку раціональна функція прямує до {\displaystyle +\infty }. Якщо знаменник більшого степеня ніж чисельник, то границя дорівнює 0.

### Тригонометричні функції
- {\displaystyle \lim _{x\to 0}{\frac {\sin x}{x}}=1} — перша чудова границя
- {\displaystyle \lim _{x\to 0}{\frac {1-\cos x}{x}}=0}

### Експоненціальні функції
- {\displaystyle \lim _{x\to 0}(1+x)^{\frac {1}{x}}=\lim _{r\to \infty }\left(1+{\frac {1}{r}}\right)^{r}=e} — друга чудова границя
- {\displaystyle \lim _{x\to 0}{\frac {e^{x}-1}{x}}=1}
- {\displaystyle \lim _{x\to 0}{\frac {e^{ax}-1}{bx}}={\frac {a}{b}}}
- {\displaystyle \lim _{x\to 0}{\frac {c^{ax}-1}{bx}}={\frac {a}{b}}\ln c}
- {\displaystyle \lim _{x\to 0^{+}}x^{x}=1}

### Логарифмічні функції
- {\displaystyle \lim _{x\to 0}{\frac {\ln(1+x)}{x}}=1}
- {\displaystyle \lim _{x\to 0}{\frac {\ln(1+ax)}{bx}}={\frac {a}{b}}}
- {\displaystyle \lim _{x\to 0}{\frac {\log _{c}(1+ax)}{bx}}={\frac {a}{b\ln c}}}

## Узагальнення на метричні простори
Нехай {\displaystyle (X,\rho )}, {\displaystyle (Y,\sigma )} — метричні простори, {\displaystyle A\subset X}, {\displaystyle x_{0}} — гранична точка множини {\displaystyle A}. Елемент {\displaystyle a\in Y} називається границею функції {\displaystyle f:\,A\to Y} в точці {\displaystyle x_{0}}, якщо
Також можна дати інше еквіваленте означення границі в точці для метричних просторів, аналогічне до означення за Гейне, розглянутого вище.
Елемент {\displaystyle p\in Y} називається границею функції {\displaystyle f:\,A\to Y} в точці {\displaystyle x_{0}}, для довільної послідовності {\displaystyle \left\{x_{n}\right\}_{n=1}^{\infty }\subset A}, {\displaystyle x_{n}\neq x_{0}} при {\displaystyle n\in \mathbb {N} }, що збігається до елемента {\displaystyle x_{0}\in X}, відповідна послідовність значень функції {\displaystyle \left\{f\left(x_{n}\right)\right\}_{n=1}^{\infty }} збіжна і має границею один і той самий елемент {\displaystyle p}.
Найбільш важливими є наступні випадки:
1. {\displaystyle X=Y=\mathbb {R} }, {\displaystyle f:\,A\to \mathbb {R} } — дійсна функція, визначена на множині {\displaystyle A} дійсних чисел;
2. {\displaystyle X=\mathbb {R} ^{n},\,Y=\mathbb {R} }, {\displaystyle f:\,A\to \mathbb {R} } — дійсна функція n-змінних;
3. {\displaystyle X=\mathbb {R} ^{n},\,Y=\mathbb {R} ^{m}}, {\displaystyle f:\,A\to \mathbb {R} } — векторна функція n-змінних;
4. {\displaystyle (X,\rho )} — метричний простір, {\displaystyle Y=\mathbb {R} }, {\displaystyle f:\,A\to \mathbb {R} } — дійсна функція, яка задана на множині {\displaystyle A} метричного простору.

## Узагальнення на топологічні простори
Нехай {\displaystyle (X,\tau _{X})} — топологічний простір, {\displaystyle (Y,\tau _{Y})} — гаусдорфів топологічний простір, {\displaystyle A\subset X}, {\displaystyle x_{0}} — гранична точка множини {\displaystyle A}. Елемент {\displaystyle a\in Y} називається границею функції {\displaystyle f:\,A\to Y} в точці {\displaystyle x_{0}}, якщо
Означення, аналогічне до Гейне вже буде частковим випадком, визначиного вище, а не рівносильним йому.
Вимога, щоб простір Y був гаусдорфовим, може бути послаблена до припущення, що Y є просто топологічним простором, але тоді границя функції може не бути єдиною. Тому вже не можна буде говорити про границю функції в точці, а скоріше про множину границь у точці.

## Виноски
1. ↑  Felscher, Walter (2000), Bolzano, Cauchy, Epsilon, Delta, American Mathematical Monthly, 107 (9): 844—862, doi:10.2307/2695743, JSTOR 2695743
2. 1 2  Grabiner, Judith V. (1983), Who Gave You the Epsilon? Cauchy and the Origins of Rigorous Calculus, American Mathematical Monthly, 90 (3): 185—194, doi:10.2307/2975545, JSTOR 2975545, наявна в Who Gave You the Epsilon? [Архівовано 2012-10-04 у Wayback Machine.], ISBN 978-0-88385-569-0 сс. 5–13. Також доступна на сторінці http://www.maa.org/pubs/Calc_articles/ma002.pdf
3. ↑  Sinkevich, G. I. (2017). Historia epsylontyki (PDF). Antiquitates Mathematicae. Cornell University. 10. arXiv:1502.06942. doi:10.14708/am.v10i0.805.
4. ↑  Burton, David M. (1997), The History of Mathematics: An introduction (вид. Third), New York: McGraw–Hill, с. 558—559, ISBN 978-0-07-009465-9
5. ↑  Miller, Jeff (1 грудня 2004), Earliest Uses of Symbols of Calculus, процитовано 18 грудня 2008